# Agrilus paramacer
Agrilus paramacer é uma espécie de inseto do género Agrilus, família Buprestidae, ordem Coleoptera.
Foi descrita cientificamente por Hespenheide *in* Hespenheide & Bellamy, 2009.